# Municipio de Moraine (Illinois)
Moraine Township es un municipio del condado de Lake, Illinois, Estados Unidos. Según el censo de 2020, tiene una población de 33 946 habitantes.

## Geografía
Está ubicado en las coordenadas 42°11′9″N 87°48′21″O / 42.18583, -87.80583 (42.185968, -87.805939). Según la Oficina del Censo de los Estados Unidos, tiene una superficie total de 31.0 km², de la cual 30.9 km² corresponden a tierra firme y 0.1 km² es agua.

## Demografía
Según el censo de 2020, hay 33 946 personas residiendo en la zona. La densidad de población es de 1098.6 hab./km². El 78.26% de los habitantes son blancos, el 1.65% son afroamericanos, el 0.84% son amerindios, el 3.34% son asiáticos, el 0.02% son isleños del Pacífico, el 7.09% son de otras razas y el 8.80% son de una mezcla de razas. Del total de la población, el 15.27% son hispanos o latinos de cualquier raza.

## Gobierno
Moraine Township está oficialmente definido como una 'special purpose' governmental unit (unidad de gobierno con un "propósito especial"). Tiene funciones limitadas, entre las que están la asistencia general a los individuos, el asesoramiento sobre temas de propiedades, la administración de cementerios, etc.
La junta de gobierno está integrada por un supervisor y cuatro administradores (trustees). Hay además un secretario (clerk), que actúa como miembro sin voto.